# Kagoshima (prefectuur)
De prefectuur Kagoshima  (Japans: 鹿児島県, Kagoshima-ken) is een Japanse prefectuur op het eiland Kyushu. Kagoshima heeft een oppervlakte van 9188,41 km² en had op 1 oktober 2008 een bevolking van ongeveer 1.719.832 inwoners. De hoofdstad is Kagoshima.

## Geschiedenis
De prefectuur Kagoshima was tot aan de Meiji-restauratie onderverdeeld in de provincies Osumi en Satsuma.

## Geografie
De prefectuur Kagoshima bevindt zich in het zuidwesten van het eiland Kyushu. De prefectuur wordt begrensd door de Stille Oceaan in het westen en het zuiden , de prefectuur Kumamoto in het noorden en de prefectuur Miyazaki in het oosten. De prefectuur heeft een kustlijn van 2632 km en bestaat uit 28 eilanden. De Baai van Kagoshima (Kinkowan), scheidt de schiereilanden Satsuma en Osumi van elkaar.
De administratieve onderverdeling is als volgt:

### Zelfstandige steden (市) shi
Er zijn 19 steden in de prefectuur Kagoshima.
- Aira
- Akune
- Amami
- Hioki
- Ibusuki
- Ichikikushikino
- Isa
- Izumi
- Kagoshima (hoofdstad)
- Kanoya
- Kirishima
- Makurazaki
- Minamikyushu
- Minamisatsuma
- Nishinoomote
- Satsumasendai
- Shibushi
- Soo
- Tarumizu

### Gemeenten (郡 gun)
De gemeenten van Kagoshima, ingedeeld naar district:
| District  | Gemeenten                                                                                          |
| --------- | -------------------------------------------------------------------------------------------------- |
| Aira      | Yusui                                                                                              |
| Izumi     | Nagashima                                                                                          |
| Kagoshima | Mishima - Toshima                                                                                  |
| Kimotsuki | Higashikushira - Kimotsuki - Kinko - Minamiosumi                                                   |
| Kumage    | Minamitane - Nakatane - Yakushima                                                                  |
| Oshima    | Amagi - China - Isen - Kikai - Setouchi - Tatsugo - Tokunoshima - Uken - Wadomari - Yamato - Yoron |
| Satsuma   | Satsuma                                                                                            |
| Soo       | Osaki                                                                                              |

### Fusies
(Situatie op 9 juli 2010) 
Zie ook: Gemeentelijke herindeling in Japan
- Op 12 oktober 2004 fuseerde de stad Sendai met de gemeenten Hiwaki, Iriki, Kedoin, Togo, Sato, Kamikoshiki, Shimokoshiki en Kashima tot de nieuwe stad Satsumasendai.
- Op 1 november 2004 werden de gemeenten Kooriyama, Matsumoto, Kiire ,Sakurajima en Yoshida aangehecht bij de stad Kagoshima.
- Op 22 maart 2005 fuseerden de gemeenten Miyanojo, Tsuruda en Satsuma van het District Satsuma tot de nieuwe gemeente Satsuma.
- Op 22 maart 2005 smolten de gemeenten Kurino en Yoshimatsu samen tot de nieuwe gemeente Yusui.
- Op 22 maart 2005 werden de gemeenten Onejime en Tashiro van het District Kimotsuki samengevoegd tot de nieuwe gemeente Kinko.
- Op 31 maart 2005 fuseerden de gemeenten Nejime en Sata van het District Kimotsuki tot de nieuwe gemeente Minamiosumi.
- Op 1 mei 2005 werden de gemeenten Fukiage, Higashiichiki, Hiyoshi en Ijuuin van het District Hioki samengevoegd tot de nieuwe stad Hioki.
- Op 1 juli 2005 smolten de gemeenten Uchinoura en Koyama van het District Kimotsuki samen tot de nieuwe gemeente Kimotsuki.
- Op 1 juli 2005 fuseerden de gemeenten Osumi, Sueyoshi en Takarabe van het District Soo tot de nieuwe stad Soo.
- Op 11 oktober 2005 fuseerde de gemeente Ichiki van het District Hioki met de stad Kushikino tot de nieuwe stad Ichikikushikino.
- Op 7 november 2005 fuseerde de stad Kokubu met de gemeenten Fukuyama, Hayato, Kirishima, Makizono, Mizobe en Yokogawa (allen van het District Aira) tot de nieuwe stad Kirishima.
- Op 7 november 2005 smolt de stad Kaseda samen met de gemeente Kinpou van het District Hioki en met de gemeenten Bonotsu, Kasasa en Oura van het District Kawanabe tot de nieuwe stad Minamisatsuma.
- Op 1 januari 2006 werden de gemeenten Ariake, Matsuyama en Shibushi van het District Soo samengevoegd tot de nieuwe stad Shibushi.
- Op 1 januari 2006 werden de gemeenten Kaimon en Yamagawa van het District Ibusuki aangehecht bij de stad Ibusuki.
- Op 1 januari 2006 werden de gemeenten Aira en Kushira van het District Kimotsuki en de gemeente Kihoku van het District Soo aangehecht bij de stad Kanoya.
- Op 13 maart 2006 werden de gemeenten Noda en Takaono van het District Izumi aangehecht bij de stad Izumi.
- Op 20 maart 2006 fuseerde de stad Naze met de gemeenten Sumiyo en Kasari van het District Oshima tot de nieuwe stad Amami.
- Op 20 maart 2006 fuseerden de gemeenten Azuma en Nagashima (beiden uit het District Izumi) tot de nieuwe gemeente Nagashima.
- Op 1 oktober 2007 werden de gemeenten Kamiyaku en Yaku van het District Kumage samengevoegd tot de nieuwe gemeente Yakushima.
- Op 1 december 2007 werden de gemeenten Chiran en Kawanabe van het District Kawanabe en de gemeente Ei van het District Ibusuki samengevoegd tot de nieuwe stad Minamikyushu. Beide districten hielden op te bestaan.
- Op 1 november 2008 fuseerde de stad Okuchi met de gemeente Hishikari tot de nieuwe stad Isa. Het district Isa verdween door deze fusie.
- Op 23 maart 2010 fuseerden de gemeenten Aira, Kajiki en Kamō van het district Aira tot de nieuwe stad Aira (姶良市, Aira-shi) .[1]

## Bezienswaardigheden

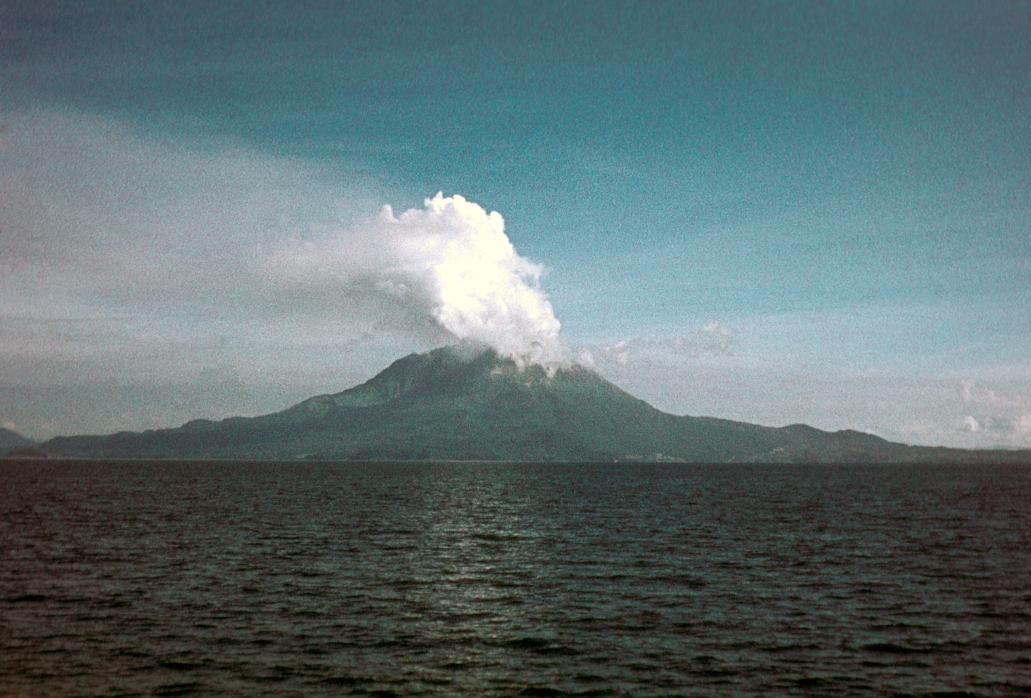
De Sakurajima tijdens een kleine eruptie in de zomer van 1974

- De Sakurajima-vulkaan